# Procecidochares kristineae
Procecidochares kristineae är en tvåvingeart som beskrevs av Goeden 1997. Procecidochares kristineae ingår i släktet Procecidochares och familjen borrflugor.
Artens utbredningsområde är Kalifornien. Inga underarter finns listade i Catalogue of Life.